# 엠피맨닷컴
엠피맨닷컴(mpman.com)은 세계 최초의 MP3 플레이어인 엠피맨을 제조한 회사이다.
1996년 다우기술 출신인 황정하 사장은 디지털캐스트를 설립하고, 1997년 세계최초로 MP3플레이어 원천 기술을 개발하였다. 디지털캐스트는 연구개발과 사업화에 필요한 자금이 부족한 상황에서 1997년 새한정보시스템과 전략적 제휴를 맺었다. 그러나 1998년 전략적 제휴는 실패하게 되었고, 새한정보시스템 MP3 사업부문은 2000년 1월 새한정보시스템에서 분사하여 엠피맨닷컴이 설립되었다. 당시 새한의 MP3 사업은 초기 개발에 따른 연구개발비가 과도하게 지출되었고 제품 디자인과 마케팅 면에서 후발 업체들에게 밀리면서 영업실적을 내지 못했으며 새한정보시스템 대표였던 문광수 대표가 MP3 사업부문만을 떼어내어 설립한 것이다.
문광수 대표는 엠피맨닷컴 대표이사로 자리를 옮기며 야심차게 사업을 시작하였다. 그러나 후발업체들과의 특허권과 관련한 소송과 영업실적 미비로 인한 자금난을 견디지 못하고 2003년 7월 부도처리되었으며 2004년 11월 특허권과 함께 후에 아이리버로 이름을 바꾼 경쟁사 레인콤에 인수되었다. 그 후 MP3플레이어 원천기술의 국내특허는 국내 기업 간 분쟁과 특허료 미납으로 소멸되었다.
대통령소속 대한민국 국가지식재산위원회(공동위원장: 김황식 국무총리, 윤종용 민간위원장)는 2012년 7월 지식재산사례 심층정책연구("지식재산 분쟁에 따른 우수 기술의 사업화 실패사례 분석 연구")를 통해 국내 벤처기업이 세계 최초로 개발한 MP3플레이어 원천특허가 사업화 과정에서 국내특허는 우리 기업 간 분쟁으로 소멸되었고, 미국·유럽·중국 등지에 등록된 해외특허는 미국 특허괴물(NPE)에 인수되어 오히려 우리 기업들이 라이센스료를 지불하고 있는 것으로 파악되었다고 밝혔다. 세계적 시장조사 기관인 GMID(Global Market Information Database from Euromonitor)데이터를 근거로 분석한 자료에 따르면, 2005년부터 2010년까지 MP3기술 적용기기(MP3플레이어, PMP, 스마트폰 등)의 세계 주요국(한국, 미국, 중국, 일본, EU 등) 판매량이 최소 13억대 이상이었으며 대당 기술료를 $2로 계산 할 경우 해당 기간 동안 약 27억 달러(한화 약 3조 1,500억원)의 로열티 수익을 확보 할 수 있었던 것으로 파악되었다.